# 5005 Kegler
5005 Kegler (Provisorisk beteckning: 1988 UB) är en asteroid i asteroidbältet, upptäckt 16 oktober 1988 av de båda japanska astronomerna Seiji Ueda och Hiroshi Kaneda  i Kushiro, Japan. Asteroiden har fått sitt namn efter Ignatius Kegler (1680-1746), en tysk jesuit som under 29 år arbetade som kunglig astronom i Peking.